# Septembre 1880

## Événements
- Abd al-Rahman Khan confirme la cession de la passe de Khyber et celle d’autres territoires afghans aux Britanniques, qui reconnaissent les frontières afghanes.

- 1er septembre :
  - En vertu de l’Imperial Order in Council du 31 juillet 1880, tous les territoires et possessions britanniques en Amérique du Nord qui n’étaient pas encore intégrés au Canada, et toutes les îles adjacentes à ces territoires et possessions, sauf la colonie de Terre-Neuve et ses dépendances, sont annexés au Canada.
  - Une assemblée constituante se réunit pour donner une nouvelle Constitution démocratique au Honduras, œuvre du président Marco Aurelio Soto, qui garantit la liberté des cultes, de la presse, du travail, de l’industrie, du commerce et de navigation. Ces libertés constitutionnelles ne survivront pas à Aurelio Soto.
  - Victoire britannique sur les Afghans à la bataille de Kandahar.
- 6 septembre : création du gouvernement supérieur du Haut-Fleuve, avec pour siège Médine, puis Kayes dès 1881. Il dépend du gouvernement du Sénégal. Gustave Borgnis-Desbordes en est le commandant supérieur.

- 10 septembre : traité de souveraineté française entre Makoko, roi des Téké (futur Congo-Brazzaville), et Brazza.

- 17 septembre : le sultan ottoman abandonne la ville d’Ulqin, au Monténégro.

- 19 septembre, France : démission du cabinet Freycinet

- 23 septembre, France : premier gouvernement Jules Ferry (fin le 14 novembre 1881). Jules Ferry, président du Conseil, poursuit la laïcisation de la société en s’appuyant sur une réforme de l’enseignement public (1880-1881).

## Naissances
- 5 septembre : Gino Olivetti (mort en 1942), industriel, député et dirigeant de football italien
- 14 septembre  : Émile Abry, proviseur français († 14 juin 1957).
- 16 septembre : « Plumeta » (Léonce André), matador français († 17 février 1915).
- 27 septembre : Jacques Thibaud, violoniste français.

## Décès
- 5 septembre :
  - Aleksander Tyszyński (né le 21 mai 1811), critique littéraire, philosophe et écrivain polonais
  - Auguste-Louis-Dominique Delpech (né le 3 août 1818), personnalité politique française